# Autionsaari (ö i Keuruu)
Autionsaari är en ö i Finland. Den ligger i sjön Keurusselkä och i kommunen Keuru i den ekonomiska regionen  Keuru  och landskapet Mellersta Finland, i den södra delen av landet, 220 km norr om huvudstaden Helsingfors. Öns area är 33,3 hektar och dess största längd är 1,1 kilometer i nord-sydlig riktning.